# Phrudocentra intermedia
Phrudocentra intermedia är en fjärilsart som beskrevs av W. Warren 1904. Phrudocentra intermedia ingår i släktet Phrudocentra och familjen mätare. Inga underarter finns listade i Catalogue of Life.